# Leon Balogun
Leon-Aderemi Balogun (Berlín Occidental, Alemania Federal, 28 de junio de 1988) es un futbolista profesional nigeriano que juega como defensa y su club es el Aris de Limassol de la Primera División de Chipre.
Es internacional por la selección absoluta de Nigeria.

## Trayectoria
Leon Balogun hizo su debut en la Bundesliga el 19 de abril de 2009 para el Hannover 96 en un partido contra el Hamburger SV. Su carrera prosiguió en los clubes alemanes Werder Bremen, Fortuna Düsseldorf, Darmstadt y Maguncia 05.
El 22 de mayo de 2018 firmó un contrato de dos años con el club de la Premier League Brighton & Hove Albion.
El 31 de enero de 2020 el Wigan Athletic consiguió su cesión hasta final de temporada. El 25 de junio el club anunció su fichaje de forma permanente hasta el término de esta una vez que esta se alargara como consecuencia de la pandemia de enfermedad por coronavirus. Finalizada la misma firmó con el Rangers F. C. por un año con opción a otro.
Después de haber abandonando el conjunto escocés al finalizar la campaña 2021-22, en el mes de agosto firmó con el Queens Park Rangers F. C. por un año. Pasado ese tiempo regresó al Rangers F. C. Esta segunda etapa en el club duró dos temporadas y en junio de 2025, al expirar su contrato, se unió al Aris de Limassol.

## Selección nacional

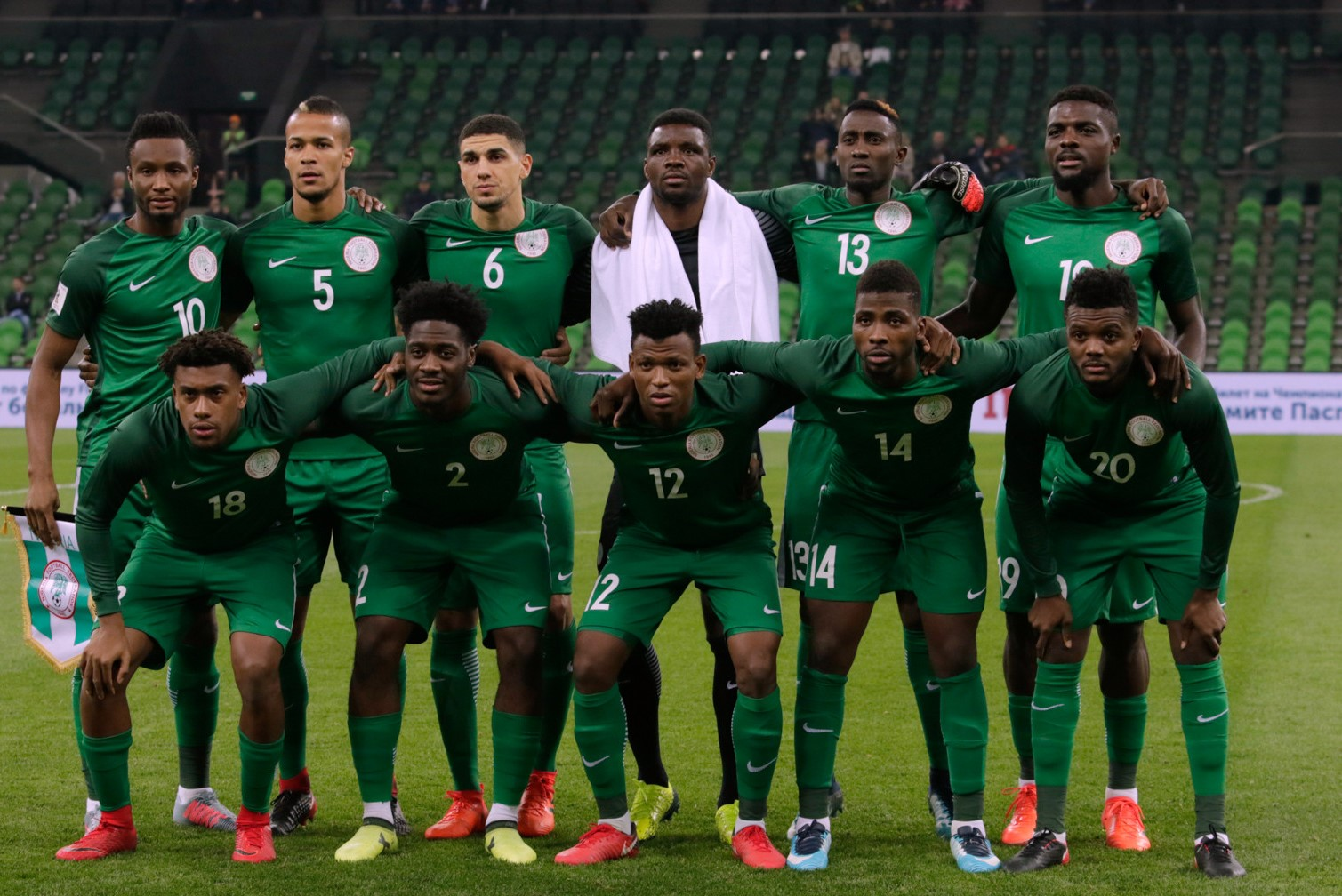
Balogun jugando para Nigeria contra Argentina

En marzo de 2014 hizo su debut en la selección de fútbol de Nigeria en donde ha sido 46 veces internacional. En junio de 2018 fue elegido para integrar el plantel de Nigeria para la Copa Mundial de la FIFA 2018 de Rusia.
Fue uno de los centrales titulares en los 3 partidos de Nigeria en la Copa Mundial de Fútbol de 2018.

## Clubes
| Club                          | País       | Año       |
| ----------------------------- | ---------- | --------- |
| Türkiyemspor Berlin           | Alemania   | 2007-2008 |
| Hannover 96                   | Alemania   | 2008-2010 |
| SV Werder Bremen              | Alemania   | 2010-2012 |
| Fortuna Düsseldorf            | Alemania   | 2012-2014 |
| SV Darmstadt 98               | Alemania   | 2014-2015 |
| 1. FSV Maguncia 05            | Alemania   | 2015-2018 |
| Brighton & Hove Albion F. C.  | Inglaterra | 2018-2020 |
| Wigan Athletic F. C. (cedido) | Inglaterra | 2020      |
| Wigan Athletic F. C.          | Inglaterra | 2020      |
| Rangers F. C.                 | Escocia    | 2020-2022 |
| Queens Park Rangers F. C.     | Inglaterra | 2022-2023 |
| Rangers F. C.                 | Escocia    | 2023-2025 |
| Aris de Limassol              | Chipre     | 2025-     |

## Palmarés

### Títulos nacionales
| Título                     | Club          | País    | Año  |
| -------------------------- | ------------- | ------- | ---- |
| Scottish Premiership       | Rangers F. C. | Escocia | 2021 |
| Copa de Escocia            | Rangers F. C. | Escocia | 2022 |
| Copa de la Liga de Escocia | Rangers F. C. | Escocia | 2024 |